# Rusina phaeus
Rusina phaeus là một loài bướm đêm trong họ Noctuidae.